# Český klub fair play
Český klub fair play je složkou Českého olympijského výboru od roku 1993 (dříve Československý klub fair play při Československém olympijském výboru). Spolupracuje s Mezinárodním výborem pro fair play při UNESCO. Propaguje hru fair play a čestné chování, uděluje ocenění za sportovní činy v tomto duchu. Český klub fair play uděluje následující vyznamenání – hlavní cenu, diplom a děkovný dopis.

## Zásady chování fair play
1. V soutěži bojuji čestně a podle pravidel
2. Uznám, že soupeř je lepší, v cíli nebo po zápase mu podám ruku, vzdám mu tím čest
3. Vítězství není důvodem k nadřazenosti
4. I poražený zaslouží uznání, není terčem posměchu, ani skrytého
5. Soutěž má rovné podmínky pro všechny hráče či závodníky
6. V soutěži respektuji pokyny a nařízení rozhodčích a pořadatelů, řídím se jimi
7. Chci vyhrát, ale nikoli však za každou cenu
8. Diváci jsou součástí sportovní akce, potleskem vzdají čest vítězi i poraženému
9. Férové sportovní chování je mi vlastní i v každodenních životních situacích
10. Svým chováním jdu příkladem mladším sportovcům

## Seznam předsedů
- Miroslav Doležal (1993–1995, předtím 1975–1992 předsedou Československého klubu fair play
- Jiří Pelikán (1995–2006)
- Květa Pecková-Jeriová (2006–2020)
- Šárka Strachová (od 2020)